# آسان‌ترین راه
آسان‌ترین راه (انگلیسی: The Easiest Way) فیلمی آمریکایی در سبک درام به کارگردانی جک کانوی است که در سال ۱۹۳۱ منتشر شد.

## بازیگران
- کنستانس بنت
- آدولف منژو
- رابرت مونتگومری
- کلارک گیبل
- آنیتا پیج
- مارجوری رامبئو
- هدا هاپر
- جی. فارل مک‌دانلد
- کلارا بلندیک
- دل هندرسون